# 黃紹魁
黃紹魁（1727年—？），字希橋，號砥石。雲南省雲龍縣諾鄧村人。清朝政治人物。
乾隆壬申科舉人，乾隆庚辰科進士。乾隆三十四年授直隸順天府寧河縣（今天津市寧河縣）知縣。光緒續修《雲南通志》載：寧河為寶坻故地，雍正八年始分設。舊多水患，紹魁為立橋樑，平道路，行者遂不病涉；...凡民所欲為無不必舉。乾隆四十年升刑部廣西司主政。敕授文林郎，贈承德郎。